# 欧州連合の経済通貨統合

EMU/EWWU/UEM

欧州連合の経済通貨統合（おうしゅうれんごうのけいざいつうかとうごう）では、地域経済統合の1つの形態である経済通貨同盟の欧州連合における実践について概説する。

## 概要
経済学において、通貨統合とは複数の国が単一通貨を共有することで合意している状況を指す。欧州連合における経済通貨統合には経済政策の調整と欧州連合の単一通貨であるユーロ導入の実現に至るまで3つの段階がある。欧州連合の全ての加盟国(2025年3月時点27か国)はこの経済通貨統合に参加していることになっているが、そのうち16か国は第3段階に至っており、ユーロを導入している。デンマーク、スウェーデンはこの第3段階を受け入れておらず、今日に至っても従来の通貨を使用している。
コペンハーゲン基準では、欧州連合への加盟条件として一定期間内で通貨統合を実現することが挙げられている。2004年の新規加盟10か国は、様々な経済情勢によりその時期は異なるものの、概ね10年以内の第3段階移行を予定している。同様に現在加盟交渉を行っている国も、加盟実現から数年以内にユーロを自国通貨とすることとなる。
ユーロ導入に先立ち、加盟国は自国通貨を2年間、欧州為替相場メカニズムに組み込ませなければならない。デンマーク、エストニアは欧州為替相場メカニズムに参加している。リトアニアも参加していたが、2015年1月1日にユーロに移行した。
なお、欧州連合における経済通貨統合を EMU と略することがあるが、これは地域経済統合の1つの形態である経済通貨同盟 (Economic and Monetary Union) を意味するものであり、厳密に言うと本来は欧州連合の事例に限定されるものではない。特に European Monetary Union（欧州通貨統合）の略称と解釈するのは誤りである。しかしながら、欧州連合という略称は欧州連合の事例に限定して用いられることが多い。

## 経済通貨統合の歴史
ヨーロッパにおける経済通貨統合が最初に構想されたのは欧州経済共同体が設立されるときよりも以前のことであった。具体例を挙げると、国際連盟においてグスタフ・シュトレーゼマンは1929年に、第一次世界大戦後のヨーロッパにおける新たな国家の創設が相次いだことからヨーロッパ経済圏が寸断されるという状況に対応するべきとして、ヨーロッパの単一通貨を提唱している。
欧州経済共同体加盟国間において最初に経済通貨同盟を設置することが試みられたのは、1969年に欧州委員会が主導していた頃まで遡り、当時欧州委員会は「経済政策と通貨協力でより強い連携」（バレ報告書）が必要であるとし、これに続いて1969年にハーグにおいて加盟国首脳会談が開かれ、1970年代末までに経済通貨同盟を設置する計画を策定した。
それまでの様々な提唱をもとに、ルクセンブルク首相兼財務相ピエール・ヴェルナーが議長を務める専門家部会は1970年10月に3段階を経る経済通貨同盟の詳細な計画（ヴェルナー報告書）をまとめ上げた。しかし、この計画は USドルと金との交換を停止するという1971年8月のニクソン・ショックと1972年の原油価格の上昇を受けて頓挫した。
経済通貨統合に関する議論が再び開始されたのは1988年6月のハノーファー欧州理事会においてであり、この会議では全12加盟国の中央銀行総裁で構成され、欧州委員会委員長ジャック・ドロールが議事進行を務めた特別委員会は、経済通貨同盟の設置に向けた明確で具体的、現実的な方法を伴う新たなタイムテーブルを発案するよう求められた。
1989年のドロール報告書では3つの段階に分かれた経済通貨統合の計画がまとめられ、欧州中央銀行制度につながっていく機関の設置も示されており、この機関では通貨政策の策定と実施を担うとされた。
経済通貨統合の実施に向けた3つの段階とは以下のものである。

### 第1段階：1990年7月1日から1993年12月31日
- 1990年7月1日：既存の為替管理制度を廃止し、欧州経済共同体における資本の移動が完全に自由化された。
- 1992年：マーストリヒト条約により経済通貨統合の実施を正式な目標とし、インフレーション率、国家財政、金利、為替相場の安定性などの数多くの経済的収斂基準が設けられた。
- 1993年11月1日：マーストリヒト条約が発効した。

### 第2段階：1994年1月1日から1998年12月31日
- 欧州中央銀行の前身となる欧州通貨機構が設立され、欧州通貨単位紙幣の管理のほか、加盟国および中央銀行間での通貨協力が強化された。
- 1995年12月16日：移行期間に加えて新通貨ユーロの名称といった詳細が決定された。
- 1997年12月16-17日：アムステルダム欧州理事会で安定・成長協定が採択され、ユーロ誕生後の財政規律を図り、またユーロとユーロ未導入国の通貨との間での安定性を確保するために新たな為替相場メカニズム (ERM-II) を策定した。
- 1998年5月3日：ブリュッセル欧州理事会において1999年1月1日から第3段階に移行する11か国が選定される。
- 1998年5月1日：欧州中央銀行が発足
- 1998年12月31日：11移行国の通貨とユーロとの固定レートが定められた。

### 第3段階：1999年1月1日以降
- 1999年1月1日からドイツ、フランス、イタリア、ベルギー、オランダ、ルクセンブルク、アイルランド、スペイン、ポルトガル、オーストリア、フィンランドの11ヵ国において銀行間取引など非現金取引を対象にユーロが導入され[5][6]、単一通貨政策が欧州中央銀行の下で導入された。ユーロの導入に伴って欧州通貨単位(ECU)という欧州連合の公式通貨バスケットが消滅した。また、欧州為替相場メカニズムは ERM II に移行した。同時に実際のユーロ紙幣、硬貨の導入までの3年間の移行期間が開始されたが、法令上は各国通貨は消滅したことになった。
- 2001年1月1日：ギリシャが第3段階に移行した。
- 2002年1月1日：ユーロ紙幣と硬貨の使用が開始された。
- 2007年1月1日：スロベニアが第3段階に移行した。
- 2008年1月1日：キプロス、マルタが第3段階に移行した。
- 2009年1月1日：スロバキアが第3段階に移行した。
- 2011年1月1日：エストニアが第3段階に移行した。
- 2014年1月1日：ラトビアが第3段階に移行した。
- 2015年1月1日：リトアニアが第3段階に移行した。
- 2023年1月1日：クロアチアが第3段階に移行した。

2023年現在、経済通貨同盟の第3段階（ユーロの導入）にある国々は計20ヵ国。

## 批判
ユーロ圏は最適通貨圏であるかということについては数多くの議論がなされてきた。アメリカ合衆国のような他の単一通貨圏と比較して、ユーロ圏は共通言語や歴史、文化という点に関して同質性に欠いていることが挙げられる。ただし、最適通貨圏に関しては内生性というものが指摘されており、たとえ当初は最適通貨圏の条件を満たしていなくても、統一通貨の導入後にその地域の経済構造が変化し、最適通貨圏の条件を満たす可能性がある。
さらに、ユーロ圏の経済主体には相当な多様性がみられる。そのためユーロ圏としての金利は、ユーロ導入国のそれぞれの異なる成長率を考慮して設定しなければならなくなる。経済活動に影響を与える金利設定のような金融政策は各国政府が自国の経済を統制するにあたって重要な手段である。仮にクレマン・ジュグラーの景気循環説通りに動いている複数国の経済が、その循環波が互いに同調していないのであれば、様々な金融政策の下で各国が最適化を図る必要に迫られることになり、万能で単一の欧州連合の金融政策がうまく働かないということになる。
真に商品の自由な移動と資本の自由な移転を可能にするために、各国の経済の大幅な調和と開放が必要であるのだが、現実の世界において行うのは困難である。
このような財政政策と金融政策の分離の懸念から、2010年時点でのマーストリヒト条約によって、ユーロ加盟国は財政赤字を対GDP比で3%以内に収めることが義務付けられている（マーストリヒト基準）が、2008年のリーマンショック以降、景気が悪化する中、2011年の段階でどのユーロ圏の国もそれを履行していない。